# Національний морський музей
Національний морський музей (англ. National Maritime Museum) — лондонський музей, розташований у Гринвічі. Вважається найбільшим музеєм у світі, присвяченим історії мореплавства.
Окрім постійної експозиції в музеї проводяться великі тимчасові виставки, так 2005 року проходила виставка, присвячена Трафальгарській битві (1805), де зокрема було виставлено однострій адмірала Гораціо Нельсона, пробитий кулею, від якої загинув видатний флотоводець.
При музеї діє архів документів та речей, пов'язаних з мореплавством та флотом. Більша частина фондів доступна онлайн.
Музей має філію у місті Фалмут, де окрім загальної експозиції про мореплавство великий розділ присвячений мореплавству та рибальству Корнуолла.

## Галерея

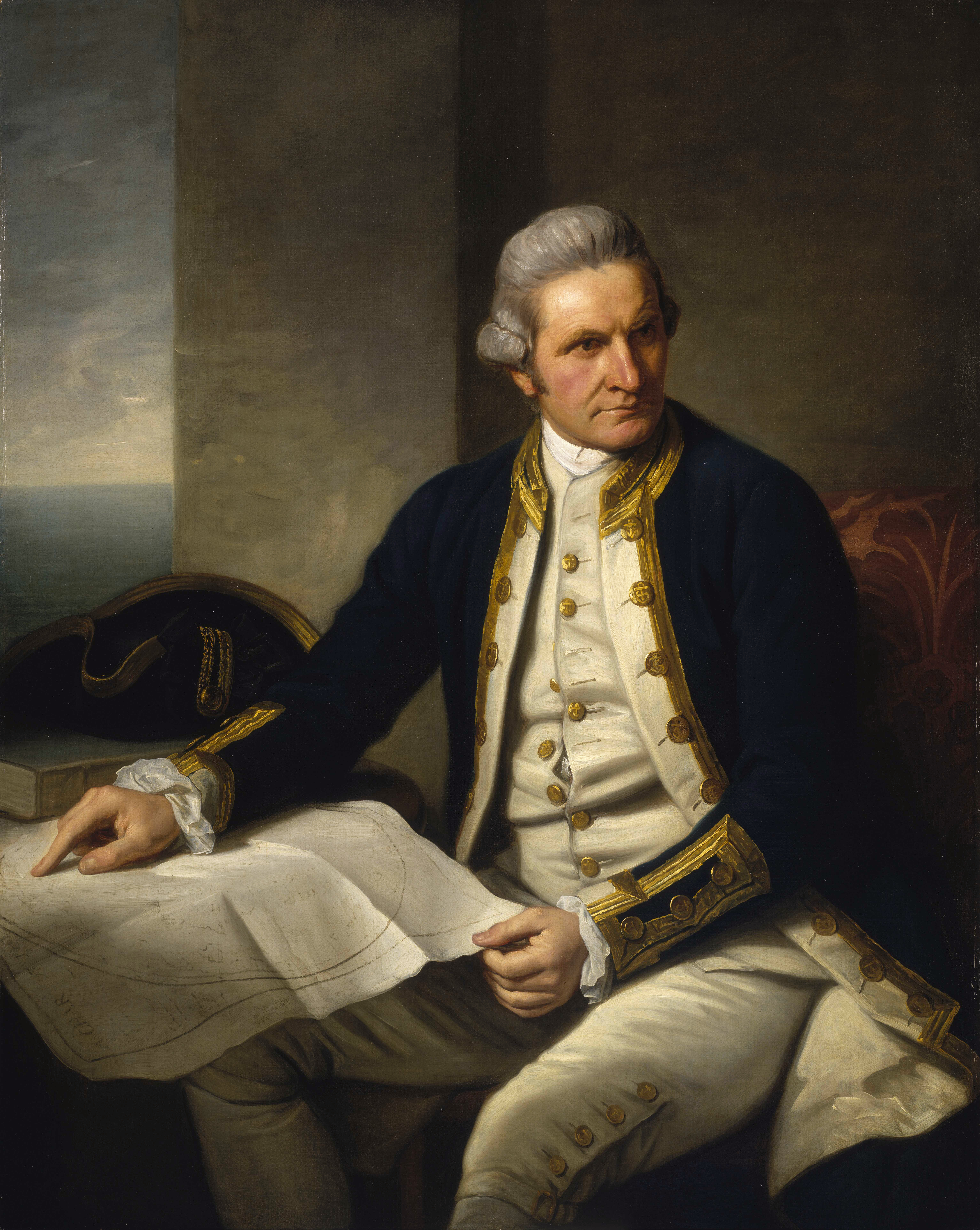
Портрет Джеймса Кука пензля Натаніеля Данса.
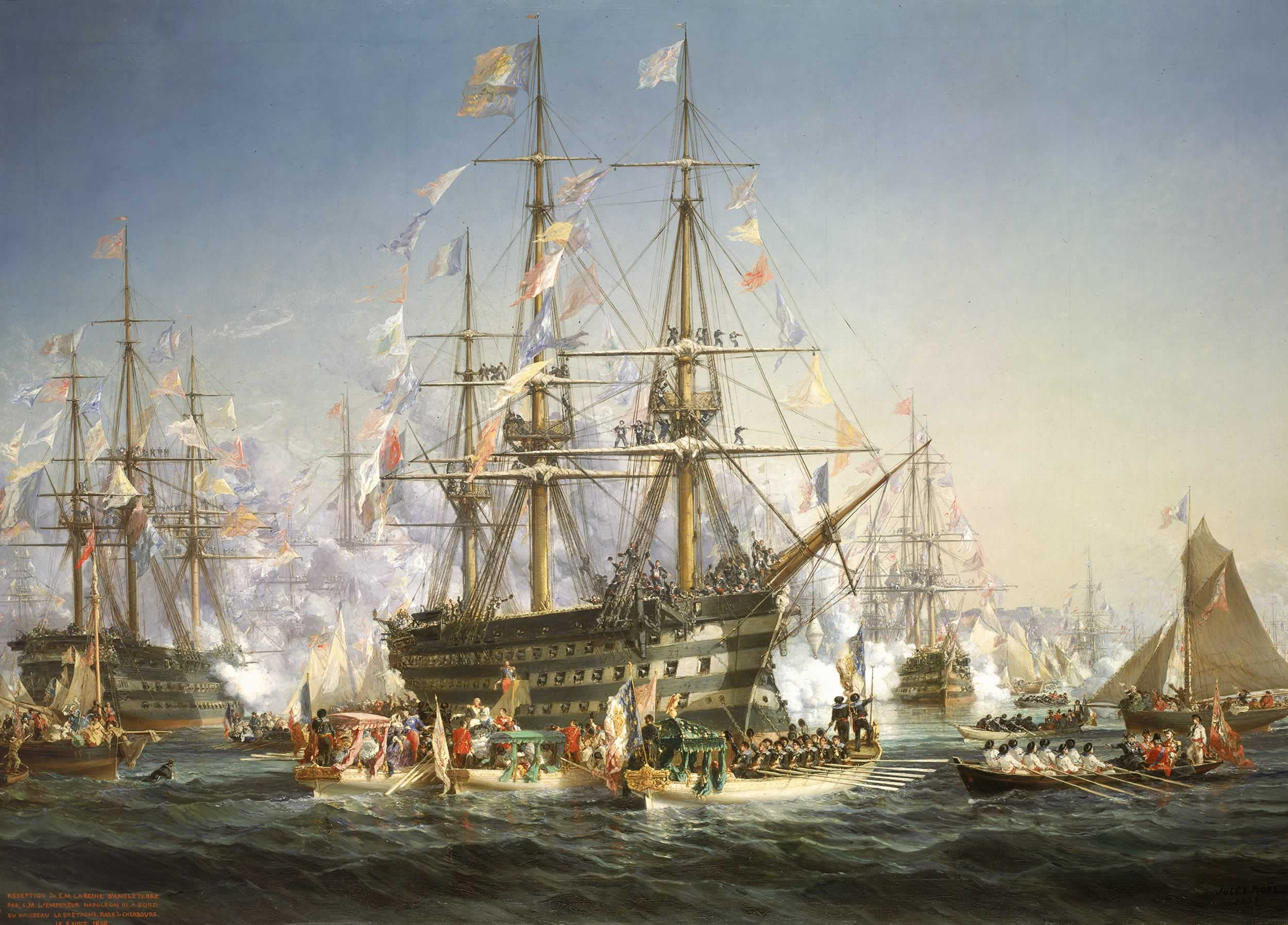
Трищогловий вітрильник «Бретань», картина пензля Жуля Ашіля Ноеля, 1859
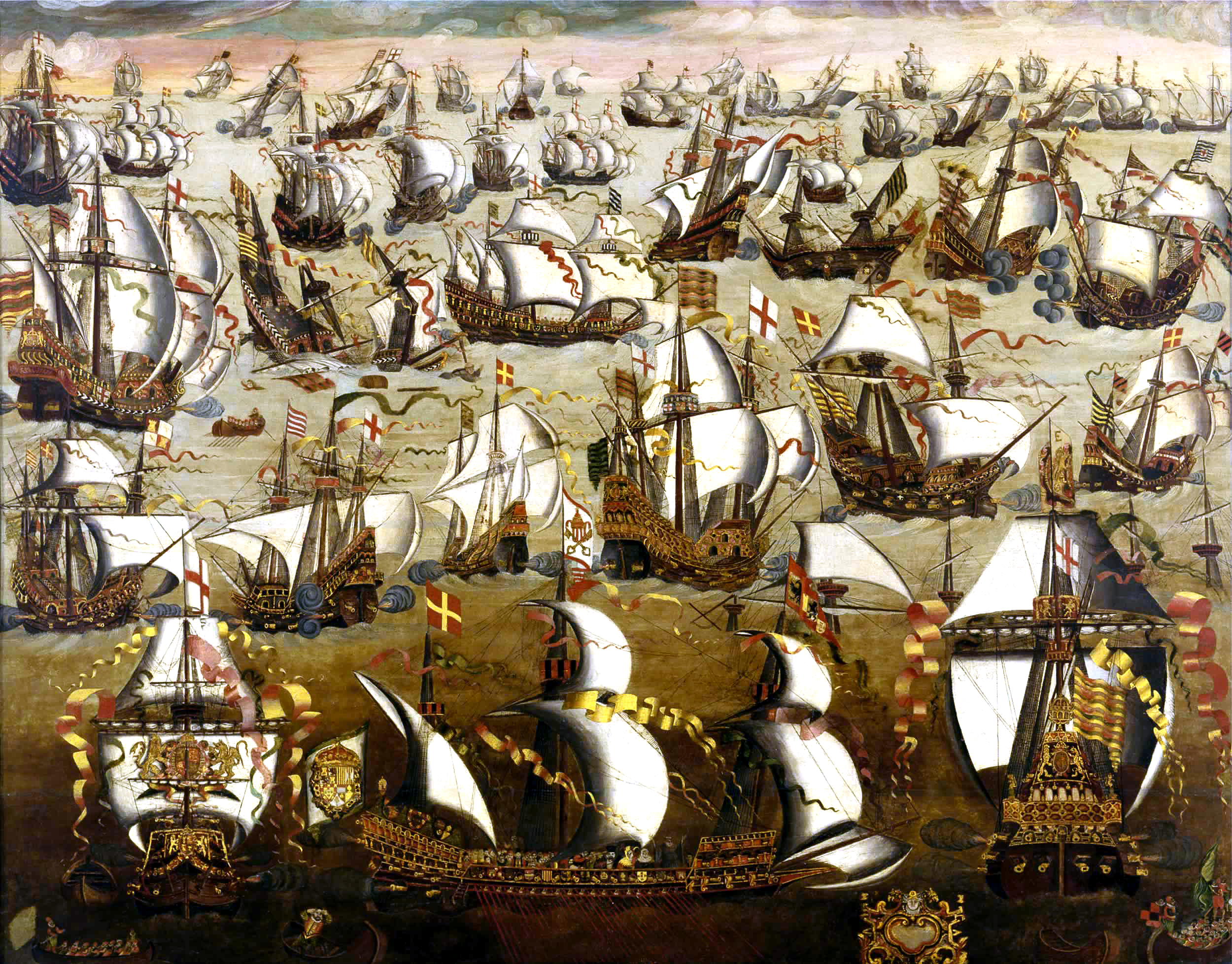
Непереможна армада
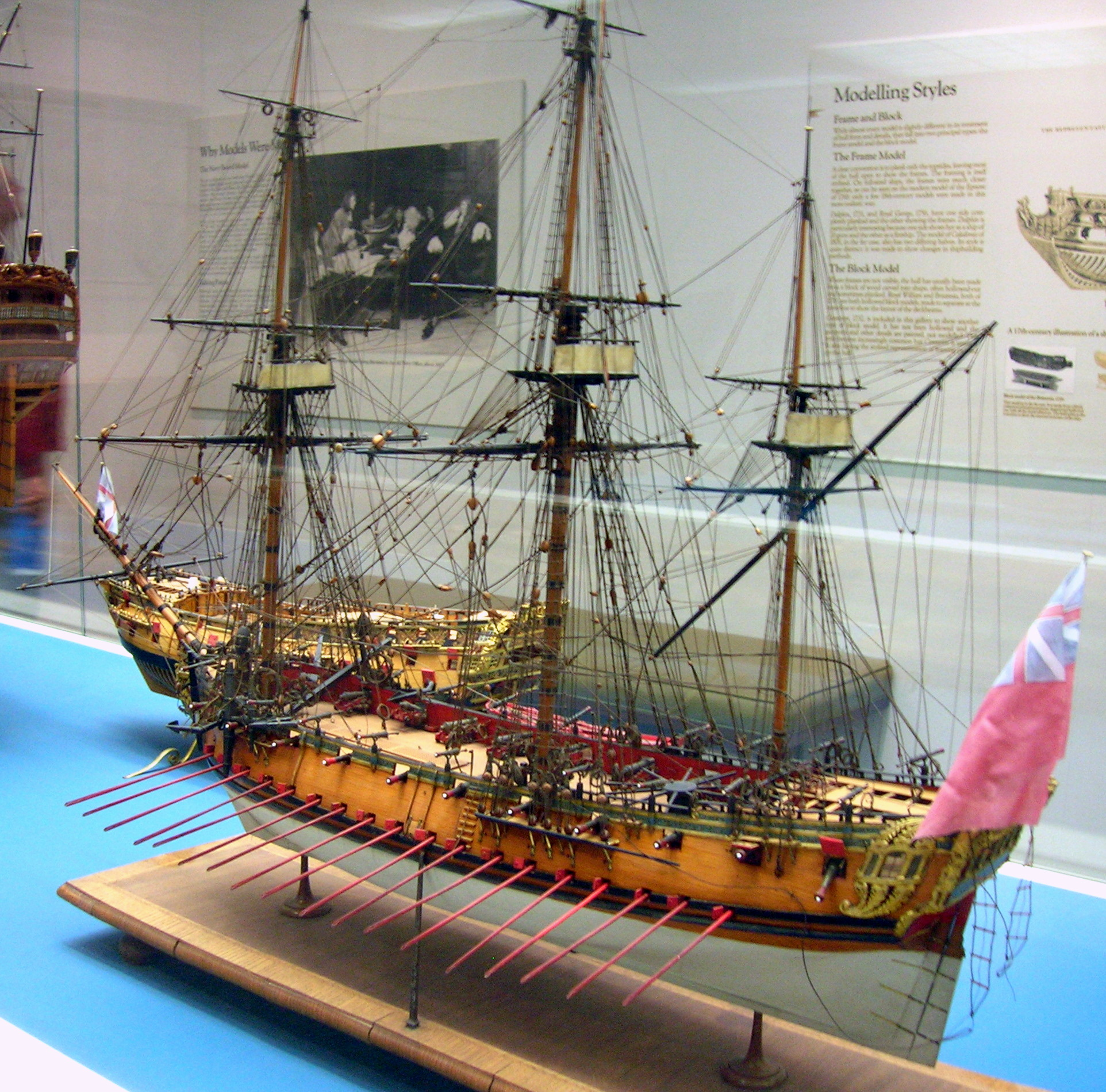
Один з численних макетів кораблів

## Публікації музею
- Timothy Wilson: Flags at Sea, National Maritime Museum und Chatham Publishing, London 1986, ISBN 1-86176-116-3